# Anja Hitzler
Anja Hitzler (Schwäbisch Gmünd, 16 de marzo de 1983) es una deportista alemana que compitió en tiro con arco, en la modalidad de arco recurvo.
Ganó una medalla de plata en el Campeonato Mundial de Tiro con Arco en Sala de 2007 y una medalla de plata en el Campeonato Europeo de Tiro con Arco al Aire Libre de 2008.
Participó en dos Juegos Olímpicos de Verano, en los años 2004 y 2008, ocupando el séptimo lugar en Atenas 2004, en la prueba de equipo.

## Palmarés internacional
| Campeonato Mundial en Sala       | Campeonato Mundial en Sala | Campeonato Mundial en Sala | Campeonato Mundial en Sala |
| Año                              | Lugar                      | Medalla                    | Prueba                     |
| -------------------------------- | -------------------------- | -------------------------- | -------------------------- |
| 2007                             | Esmirna (Turquía)          | Medalla de plata           | Equipo                     |
| Campeonato Europeo al Aire Libre |                            |                            |                            |
| Año                              | Lugar                      | Medalla                    | Prueba                     |
| 2008                             | Vittel (Francia)           | Medalla de plata           | Equipo                     |